# Gabriel de Espinosa

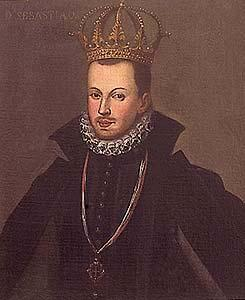
Retrato del rey Sebastián el Deseado, que sería suplantado por Gabriel de Espinosa.

Gabriel de Espinosa (Toledo ¿? - Madrigal de las Altas Torres, Ávila, 1 de agosto de 1595) fue un impostor español protagonista del incidente conocido como del «pastelero de Madrigal», que consistió en la suplantación de la personalidad del desaparecido rey Sebastián I de Portugal. Espinosa fue ejecutado tras el proceso instruido a raíz de dicha suplantación.

## Introducción
El episodio del «pastelero de Madrigal» ha de comprenderse según la situación política en el Portugal de aquellos años. La sorprendente desaparición en la batalla de Alcazarquivir (1578) del joven rey portugués Don Sebastián había dado lugar a un movimiento místico-secular, el llamado Sebastianismo, por el cual no se consideraba realmente muerto al monarca sino apenas «perdido», creyéndose que algún día volvería Don Sebastián a recuperar el trono de Portugal. Estas ideas propiciaron la aparición de diversos episodios de suplantación de la personalidad del rey desaparecido.
El rey Sebastián no había dejado descendencia y sólo podía sucederle su sexagenario y enfermo tío abuelo, el cardenal don Enrique de Avís proclamado rey en agosto de 1578. Don Enrique tampoco tenía descendencia al ser clérigo católico y sus dolencias le impedían un gobierno eficaz, mientras Felipe II de España, tío de don Sebastián por línea materna, presionaba al Papado para impedir una dispensa que permita el matrimonio del anciano monarca portugués. 
Cuando don Enrique murió en enero de 1580 sin herederos, se extinguió la dinastía de los Avís y estalló la Crisis sucesoria portuguesa de 1580 donde Felipe II de España alegó sus derechos al trono portugués como hijo de Isabel de Portugal, hija del rey Juan III de Portugal y tía de don Sebastián; como consecuencia el trono portugués pasó al rey español, perdiendo así Portugal su independencia. Todo esto motivó a los seguidores de la Casa de Avís para «encontrar» al «rey desaparecido» don Sebastián y restaurarlo en el trono de Portugal. En ese contexto sucede un extraño episodio, mezcla de leyenda y realidad y que deja algunos cabos sueltos: el de Gabriel de Espinosa, el «pastelero de Madrigal».

## Personajes
Las brumas rodean su lugar de nacimiento y las condiciones del mismo. Mientras en Madrigal se le tiene por hijo de la villa, sin embargo se apunta a Toledo como el lugar más probable de su nacimiento, señalándose que el documento más antiguo que se conserva sobre su persona refiere un título de examen de pastelero expedido en dicha ciudad. Sobre la identidad de sus padres, entramos de lleno en el terreno de la leyenda: lo más probable es que fuera huérfano, pero se ha apuntado que podría ser hijo de Don Juan Manuel de Portugal, padre del rey Don Sebastián, y una madrigaleña llamada María Pérez o María de Espinosa, doncella de los marqueses de Castañeda o de la infanta Juana, esposa del príncipe Juan; sería Gabriel por tanto hermanastro del rey Sebastián. Eso sin contar que pudiera ser, como afirmaba, el propio don Sebastián vuelto de la muerte y tan añorado por los portugueses.

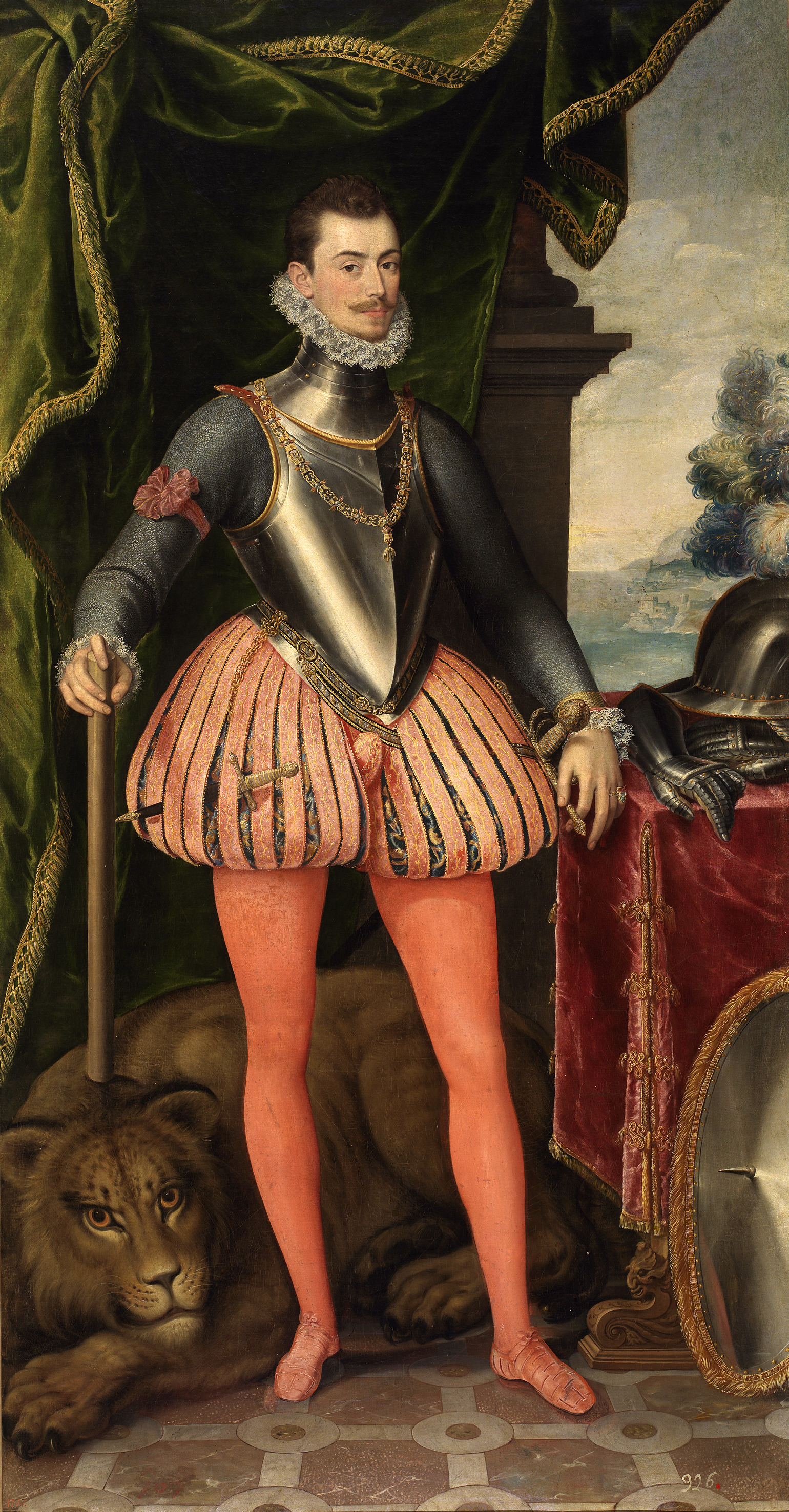
Juan de Austria, padre de doña María Ana de Austria.

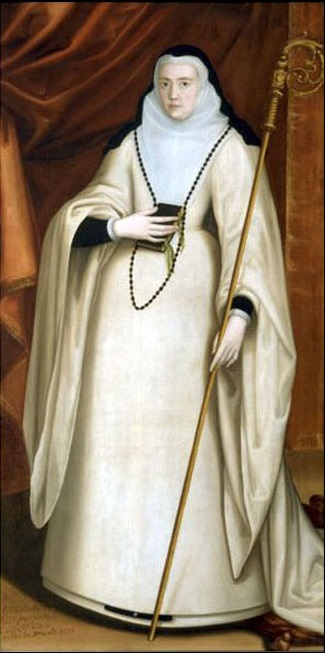
Doña María Ana de Austria.

Los hechos comprobados dicen que en 1594 llega Gabriel de Espinosa a Madrigal, tras un largo periplo ejerciendo su oficio de pastelero (no con su acepción actual sino referido a la elaboración de pasteles de carne y empanadas), acompañado de una hija de dos años llamada Clara, y de una mujer, Isabel Cid. Seguramente llamaría la atención que el pastelero Espinosa dominara varios idiomas (al menos, francés y alemán), tuviese destreza montando a caballo y pareciese ser, en fin, algo más que un humilde pastelero. Aunque tampoco es imposible que hubiera aprendido dichas habilidades en su trabajo tras la milicia del capitán Pedro Bermúdez, a la que siguió en campaña ejerciendo su oficio.
Por aquella época vivía también en Madrigal el personaje al que se apunta como urdidor del plan que debería llevar al pastelero a ceñirse la corona de Portugal. Se trata de fray Miguel de los Santos, agustino de nacionalidad portuguesa y vicario del convento de Nuestra Señora de Gracia el Real de Madrigal, que había sido confesor en la corte del rey Don Sebastián, habiendo apoyado al Prior de Crato en sus intenciones de reclamar el trono de Portugal. Por tal motivo había sido desterrado de Portugal y enviado a Castilla conforme a órdenes del rey Felipe II.
El tercer e imprescindible personaje de la trama es doña María Ana de Austria, hija natural de Don Juan de Austria, capitán de los ejércitos españoles, héroe de Lepanto y a su vez hijo natural de Carlos I. Nacida en 1568 de sus relaciones con doña María de Mendoza, la niña había sido entregada para ser educada por doña Magdalena de Ulloa. Ingresó en el convento de Agustinas de Madrigal a los seis años de edad, enviada por su tío paterno Felipe II. Parece que doña María Ana no sentía vocación religiosa alguna, y que prefería las historias de aventuras y guerras, especialmente si se referían a su ilustre padre o a su primo Sebastián, al que, como muchos más en la época, aún creía vivo. De los interrogatorios del proceso posterior parece deducirse que esas ilusiones estaban alentadas por el vicario del convento, Fray Miguel de los Santos, quien decía tener visiones en las que aparecían la misma doña María Ana y su primo Sebastián uniendo sus vidas.

## La trama

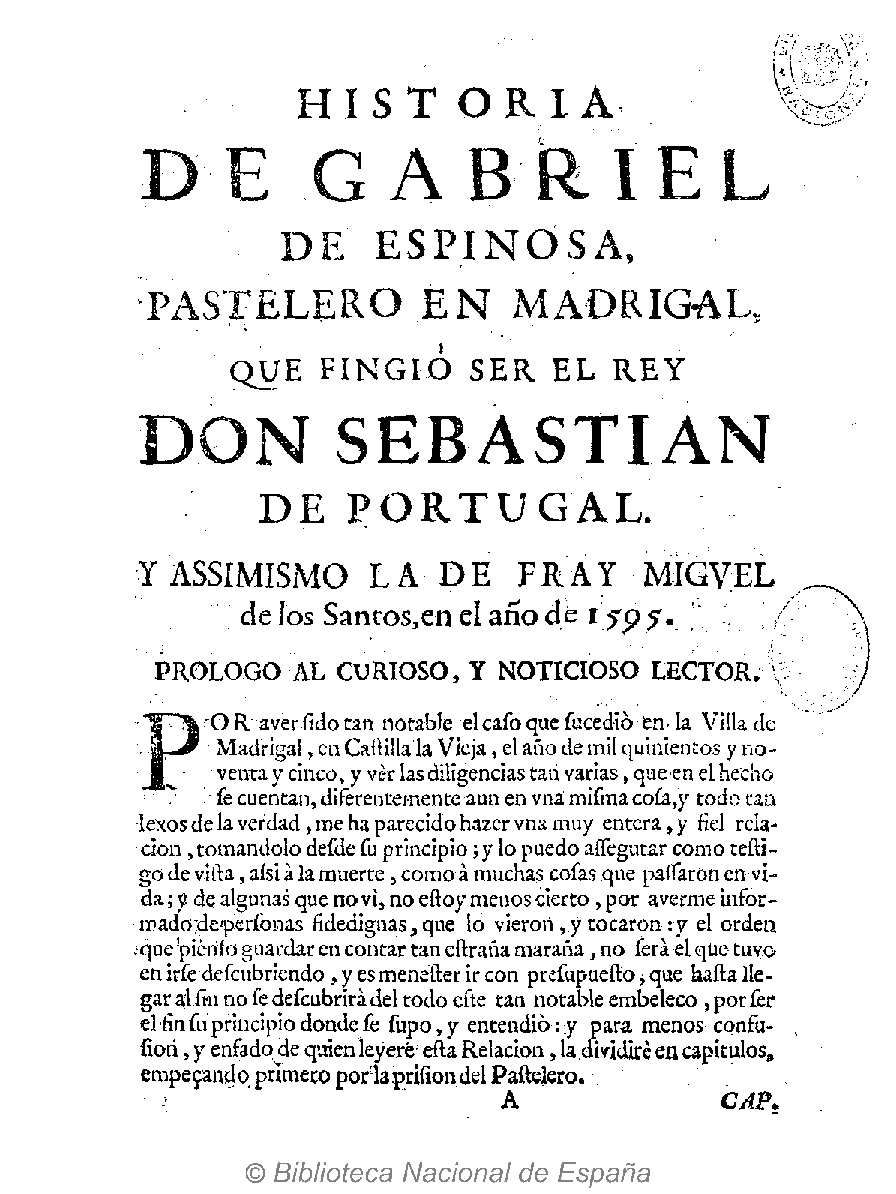
Primera página de la Historia de Gabriel de Espinosa, impresa en Sevilla por Juan Antonio de Tarazona, 1683.

Uno de los puntos oscuros de esta historia se centra en el encuentro entre Fray Miguel de los Santos y Gabriel de Espinosa. Quizá el fraile descubrió asombrado un gran parecido con el rey Don Sebastián a quien había conocido en persona, quizá solo era pelirrojo como él (rasgo poco habitual en Castilla) y de extrañas buenas maneras, y ello le dio la idea de iniciar una alambicada trama con el pastelero, que en cualquier caso estuvo de acuerdo con el plan, sea por considerarse a sí mismo como el rey don Sebastián o conspirando con el fraile para suplantarlo. 
Fray Miguel de los Santos pone en contacto a Gabriel de Espinosa con la monja más ilustre de la localidad, doña María Ana de Austria, aunque tampoco está claro si doña María Ana creyó realmente en la reaparición de su primo Sebastián o si apenas vio al pastelero como una oportunidad de escapar del convento y convertirse en reina. Poco después ambos se prometían en matrimonio, condicionado por parte de doña María Ana a conseguir la dispensa de su voto por el Papado, merced que esperaría conseguir por ser su futuro marido el rey de Portugal. Pronto comenzaron discretas visitas de aristócratas portugueses, que también dieron en «reconocer» al pastelero Espinosa como su rey perdido.
Para continuar con el plan y dado que las habladurías eran cada vez más numerosas, el propio Gabriel de Espinosa parte de viaje a Valladolid, en posesión de unas joyas propiedad de doña María Ana, quizá para convertirlas en dinero en efectivo para continuar con el plan; aunque también se apunta que iba hacia el norte a encontrarse con un hermano que la monja creía tener, para después volver con él a Madrigal. Sin embargo el pastelero no se comporta precisamente de modo aristocrático: tras varios días mostrando las joyas por la ciudad y hablando con poco respeto del rey Felipe II, es denunciado y hecho preso por don Rodrigo de Santillán, alcalde del crimen en la Chancillería. La sorpresa es mayúscula cuando además de las joyas, se encuentran en posesión de Gabriel de Espinosa cuatro cartas: dos de Fray Miguel de los Santos en las que le trata de «Majestad'» y otras dos de María Ana de Austria, sobrina del propio rey Felipe II, en las que le trataba como su prometido e incluso no dudaba en llamar «hija» a la niña del detenido. No es de extrañar que el asunto se remitiera a la corte de Madrid para informar directamente al rey Felipe. Solo habían pasado tres meses desde la llegada de Gabriel de Espinosa a Madrigal.
Sea porque el asunto ya era conocido por Felipe II o no, la reacción fue inmediata. El propio don Rodrigo de Santillán viajó con sus alguaciles de Valladolid a Madrigal, haciendo encerrar a María Ana de Austria en sus aposentos y prohibiéndole todo contacto con el mundo exterior, incautando los documentos de la joven monja y arrestando asimismo a Fray Miguel. Y es entonces cuando el fraile revela su fantástico descubrimiento: el extraño comportamiento de Gabriel de Espinosa se debe a que en realidad es don Sebastián, el derrotado y desaparecido rey portugués. Como era de esperar, se instruye un proceso contra los detenidos por suplantación de la personalidad del rey a quien la corte española considera oficialmente muerto.

## Proceso, condena y muerte

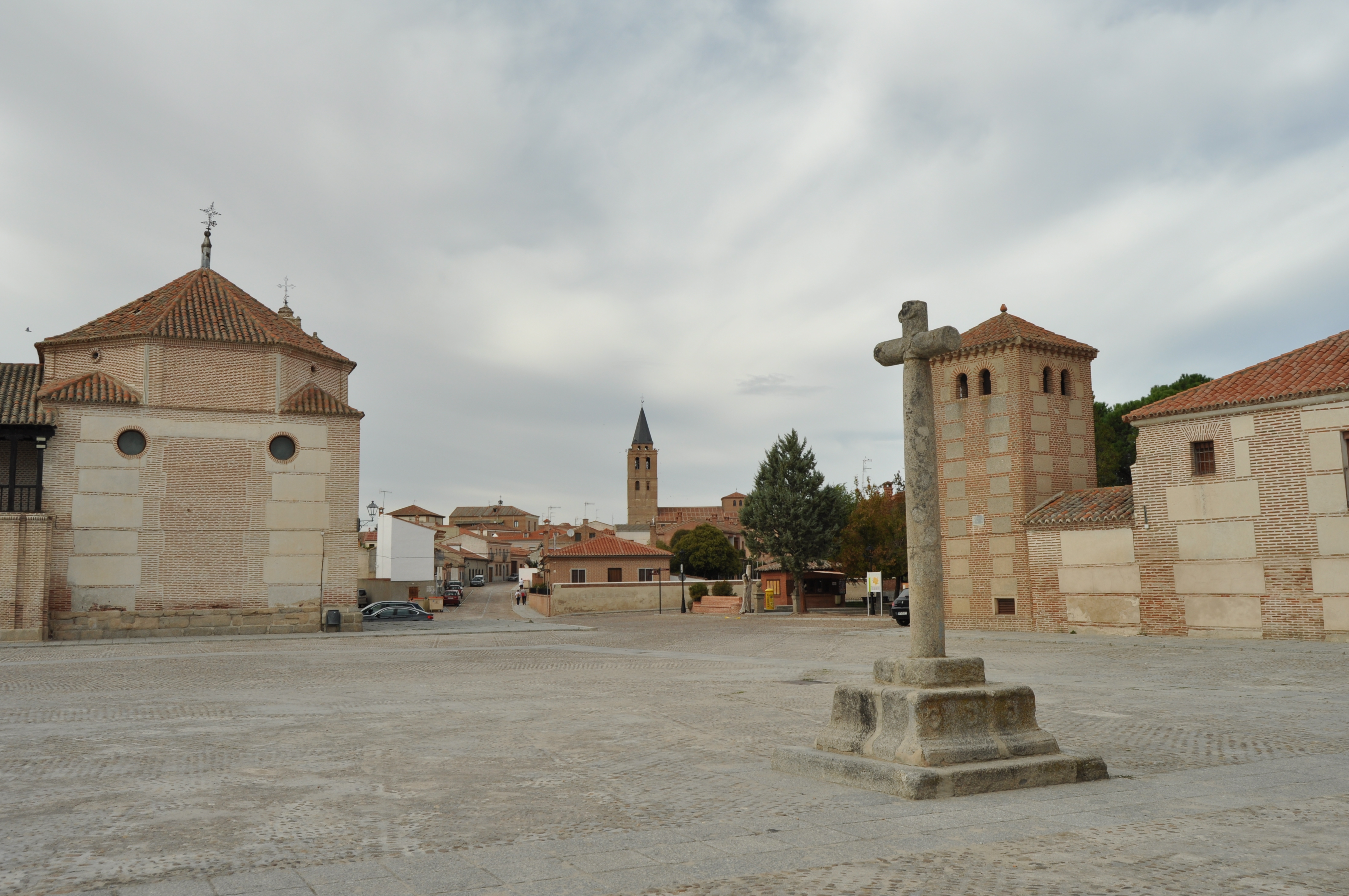
Vista actual de Madrigal de las Altas Torres.

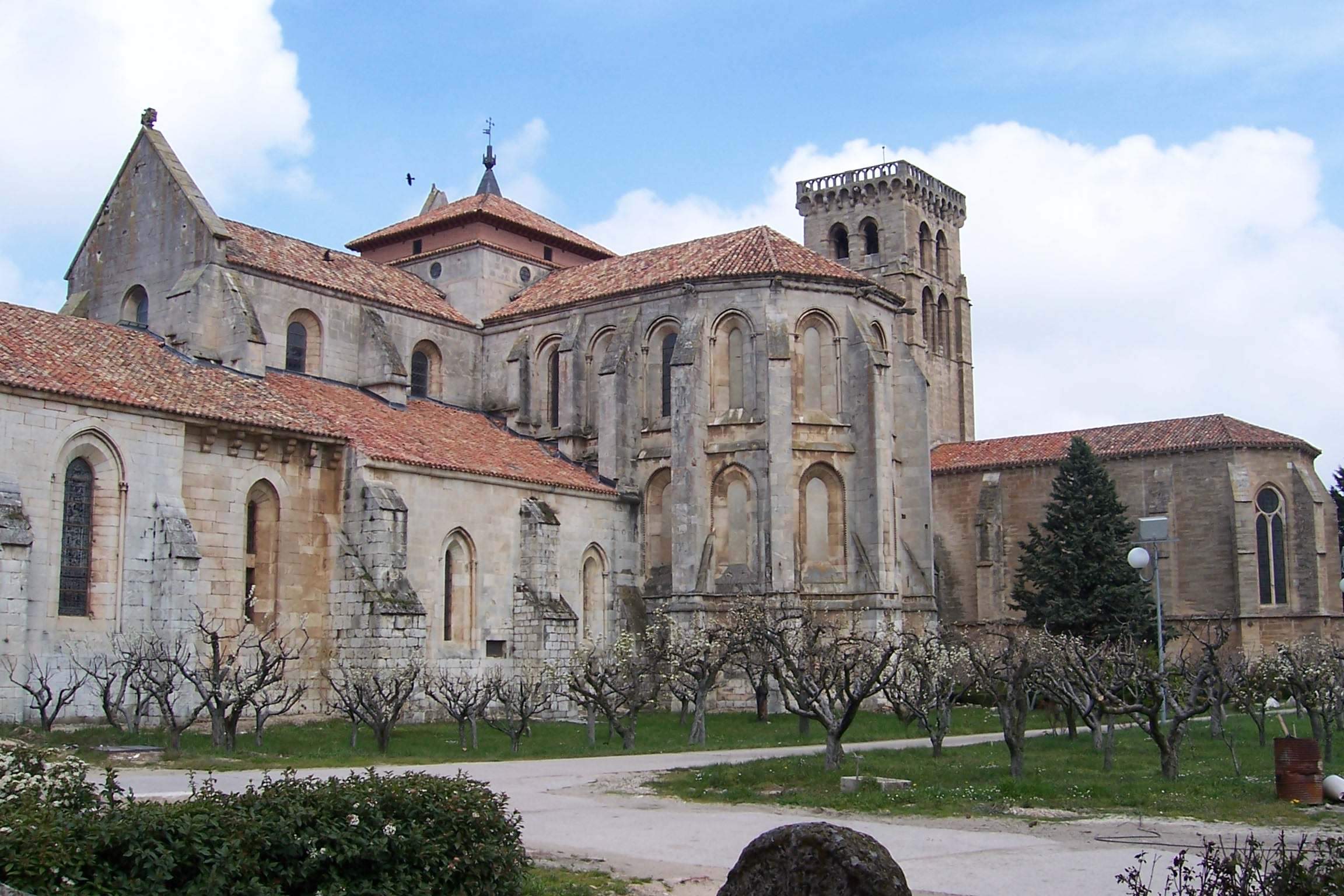
Convento de las Huelgas Reales de Burgos.

Acusados de crimen de lesa majestad, ambos procesados fueron reiteradamente interrogados, algunas veces bajo tormento. Las preguntas, se centraban sobre todo en la identidad del suplantador. Pero poco dijo Gabriel de Espinosa sobre su vida y andanzas, sosteniendo que su verdadero nombre no era por el que se le conocía sino que lo usaba porque aparecía en su título de pastelero. Su comportamiento resulta ambiguo, y va desde una pronta confesión de suplantar la identidad de don Sebastián hasta negar tal suplantación. El proceso era tutelado personalmente por Felipe II desde la corte, conservándose una gran cantidad de correspondencia entre los comisionados y el propio rey.
Finalmente se sentencia a Gabriel de Espinosa a morir en la horca el 1 de agosto de 1595. Su comportamiento durante la ejecución estimula aún más la leyenda: el orgullo de su mirada, la tranquilidad ajustándose la soga al cuello, la furia con la cual citó a D. Rodrigo de Santillán, el hombre que lo detuvo, ante el Tribunal de Dios. Tras el ahorcamiento, Gabriel de Espinosa fue decapitado y descuartizado, exponiéndose sus despojos al pueblo en cada una de las cuatro puertas de la muralla, y la cabeza en la fachada del Ayuntamiento de la villa.
Fray Miguel de los Santos también fue condenado a muerte y ahorcado en la Plaza Mayor de Madrid, una vez reducida su condición a la de laico. Tampoco el agustino dejó de contribuir al misterio, afirmando antes de morir haber creído firmemente que el pastelero era el rey don Sebastián de Portugal, a quien había conocido personalmente. El cadáver del fraile fue decapitado y su cabeza enviada a Madrigal.
Tampoco mostró piedad Felipe II con su sobrina, aunque siendo monja y de sangre real conservó la vida. Doña María Ana de Austria fue encerrada en estricta clausura en el convento de Nuestra Señora de Gracia, en Ávila, impedida de todo contacto con el exterior y bajo estricta vigilancia. Su suerte cambió con la muerte del rey en 1598, cuando el nuevo monarca y primo de la monja, Felipe III, la perdonó, retornando al convento de Madrigal donde acabaría siendo priora. Finalmente, en 1611 sería nombrada Abadesa Perpetua del monasterio de las Huelgas Reales de Burgos, la mayor dignidad eclesiástica que podía concederse a una mujer de la época.

## Conclusión
Hay pocas posibilidades de que el «pastelero de Madrigal» fuera otra cosa que un impostor seducido por el dinero fácil, y de que su cómplice Fray Miguel de los Santos no encontrase en su parecido con el rey Sebastián más que una oportunidad de recuperar una alta posición política y quizá sublevar el reino portugués contra Felipe II, devolviendo la independencia a su patria. 
La coincidencia de ambos personajes en Madrigal con una hija de don Juan de Austria, María Ana de Austria, engañada o no, termina por engrandecer esta serie de casualidades, convirtiendo este episodio en uno de los más curiosos de la historiografía ibérica. Sigue siendo de difícil explicación cómo un sencillo pastelero pudo, en tres meses, prometer matrimonio a una monja que era la sobrina del rey, o qué fuerzas le impulsaron para mantener su actitud durante el proceso hasta el momento de su muerte.

## En la literatura
El tema del «pastelero de Madrigal» ha sido utilizado en varias obras literarias desde entonces, ya fuera para relatar el incidente o como inspiración general. Entre ellas destaca como la primera El pastelero de Madrigal, comedia del dramaturgo setecentista Jerónimo Cuéllar, así como la pieza teatral del poeta y dramaturgo del Romanticismo José Zorrilla Traidor, inconfeso y mártir (1849), la novela histórica de Patricio de la Escosura Ni rey ni roque (1835), y El Pastelero de Madrigal (1862) del folletinista Manuel Fernández y González, sin duda la más popular, pues a finales del siglo XIX vendió más de doscientos mil ejemplares de la obra. La hija de Don Juan de Austria: Ana de Jesús en el proceso al pastelero de Madrigal (1973) de Mercedes Formica en 1975 recibió el Premio Fastenrath de la Real Academia Española. Se trata de un estudio histórico. En 2020, ha sido publicado el libro titulado «El pastelero de Madrigal. Una guerra encubierta contra la Monarquía Hispánica en el siglo XVI», escrito por el historiador Álvaro Orea, que ha consultado la extensa fuente primaria del Archivo General de Simancas para escribir un ensayo histórico, que condensa de manera breve y muy divulgativa, todo lo relevante en relación con el Pastelero de Madrigal. La última obra literaria publicada sobre el tema es la de José Guadalajara y Félix Jiménez (2022), titulada Fado por un rey, que aborda la figura de Gabriel de Espinosa en clave de investigación histórica.